# Patinódromo Alfredo León Moreno
El Patinódromo Alfredo León Moreno o simplemente Patinódromo de Maracaibo es el nombre que recibe una instalación deportiva que se encuentra ubicada en el Municipio Maracaibo en la ciudad homónima, capital del Estado Zulia al occidente del país sudamericano de Venezuela. Fue inaugurado en noviembre de 2015.
Se trata de una propiedad pública que es administrada por el gobierno del Estado Zulia a través del Instituto Regional de Deportes . Es usada para deportes de alto nivel como el hockey sobre patines, patinaje de velocidad y disciplinas similares. Forma parte de la segunda etapa del llamado "Paseo del Lago". En el espacio se forman y entrenan selecciones regionales y nacionales.
En los terrenos que están cerca de la sede de la Policía de Maracaibo previamente se tenía proyectada la construcción de un campo de Golf pero esta idea fue desechada en favor del patinódromo.